# Ecuaneduba
Ecuaneduba is een geslacht van rechtvleugeligen uit de familie sabelsprinkhanen (Tettigoniidae). De wetenschappelijke naam van dit geslacht is voor het eerst geldig gepubliceerd in 2006 door Gorochov.

## Soorten
Het geslacht Ecuaneduba omvat de volgende soorten:
- Ecuaneduba aequatorialis Gorochov, 2006
- Ecuaneduba gambitaensis Chamorro-Rengifo, 2009
- Ecuaneduba inzaensis Chamorro-Rengifo, 2009